# Камблан ет Менак
Камблан ет Менак (фр. Camblanes-et-Meynac) насеље је и општина у југозападној Француској у региону Аквитанија, у департману Жиронда која припада префектури Бордо.
По подацима из 2011. године у општини је живело 2703 становника, а густина насељености је износила 311,41 становника/km². Општина се простире на површини од 8,68 km². Налази се на средњој надморској висини од 70 метара (максималној 80 m, а минималној 2 m).

## Демографија
| 1962. | 1968. | 1975. | 1982. | 1990. | 1999. | 2011. |
| ----- | ----- | ----- | ----- | ----- | ----- | ----- |
| 1.285 | 1.505 | 1.742 | 2.030 | 1.932 | 2.089 | 2.703 |

График промене броја становника у току последњих година